# Tord negre-i-vermell
El tord negre-i-vermell (Geokichla mendeni) és un ocell de la família dels túrdids (Turdidae).

## Hàbitat i distribució
Habita el terra dels boscos de l'illa de Peleng, propera a Sulawesi.